# Eyes On You (minialbum)
Eyes On You – ósmy minialbum południowokoreańskiej grupy Got7, wydany 12 marca 2018 roku przez JYP Entertainment i dystrybuowany przez Iriver. Ukazał się w czterech wersjach: trzech fizycznych („Eyes ver.”, „On ver.” i „You ver.”) oraz cyfrowej. Płytę promował główny singel „Look”. Sprzedał się w nakładzie 331 320 egzemplarzy w Korei Południowej (stan na czerwiec 2018). Zdobył certyfikat Platinum w kategorii albumów.

## Lista utworów
| CD | CD                                                             | CD                                             | CD                                                                        | CD                                               | CD      |
| Nr | Tytuł utworu                                                   | Tekst                                          | Kompozycja                                                                | Aranżacja                                        | Długość |
| -- | -------------------------------------------------------------- | ---------------------------------------------- | ------------------------------------------------------------------------- | ------------------------------------------------ | ------- |
| 1. | „One and Only You” (kor. 너 하나만 Neo hanaman) (feat. Hyolyn) | Defsoul (JB)                                   | Shim Eun-ji, Albin Nordqvist, Louise Frick Sveen, Fredrik "Figge" Boström | Albin Nordqvist                                  | 3:20    |
| 2. | „Look”                                                         | Defsoul (JB), Mirror BOY, D.ham, Munhan Mirror | Defsoul (JB), Mirror BOY, D.ham, Munhan Mirror                            | Mirror BOY, D.ham, Munhan Mirror, Lee Sang Chull | 3:14    |
| 3. | „The Reason”                                                   | BamBam & Lee Ha-jin                            | BamBam & Images                                                           | BamBam & Images                                  | 3:39    |
| 4. | „Hesitate” (kor. 망설이다 Mangseol-ida)                        | AMIllO & Ars                                   | 5S, AMIllO & Ars                                                          | 5S, Honggom & Ryan IM                            | 3:05    |
| 5. | „Us” (kor. 우리 Uri)                                           | Samuel Ku & Yugyeom                            | EFFN & Yugyeom                                                            | Heth & EFFN                                      | 3:16    |
| 6. | „Thank You” (kor. 고마워 Gomaw)                                | Jinyoung                                       | Stephen Langstaff, Charlie Tenku, Matthew Weedon, Distract & Jinyoung     | Charlie Tenku                                    | 3:46    |
| 7. | „Look” (Instr.) (CD only)                                      |                                                | Defsoul (JB), Mirror BOY, D.ham                                           | Mirror BOY, D.ham, Munhan Mirror                 | 3:14    |

## Notowania
| Lista                          | Pozycja |
| ------------------------------ | ------- |
| Gaon Weekly Album Chart        | 1       |
| Gaon Monthly Album Chart       | 2       |
| Five Music (Tajwan)            | 2       |
| Oricon Weekly Album Chart      | 13      |
| Download Albums (SNEP)         | 62      |
| Heatseekers Albums (RMNZ)      | 4       |
| Heatseekers Albums (Billboard) | 2       |
| World Albums (Billboard)       | 2       |
| Download Albums (OCC)          | 43      |